# Кирьяково (Рязанская область)
Кирьяково — деревня в Клепиковском районе Рязанской области. Входит в состав Бусаевского сельского поселения.

## География
Находится в северной части Рязанской области на расстоянии приблизительно 16 км на юго-восток по прямой от районного центра города Спас-Клепики

## История
На карте 1850 года показана как поселение с 16 дворами. В 1859 году здесь (деревня Рязанского уезда Рязанской губернии) было учтено 23 двора, в 1897— 66.

## Население
Численность населения: 228 человек (1859 год), 438 (1897), 6 в 2002 году (русские 100 %), 6 в 2010.